# Вашрен Мон-д'Ор
Мон-д'Ор (фр. Mont d'Or); у Франції також називається Вашрен-дю-О-Ду (фр. Vacherin du Haut-Doubs); у Швейцарії — Вашрен-Мон-д'Ор (фр. Vacherin Mont-d’Or) — м'який сир із коров'ячого молока. Виробляється у Франції та Швейцарії.

## Історія
У 1981 році Мон-д'Ор отримав сертифікат AOC у Франції, а в 2003 році — у Швейцарії.

## Виготовлення
Мон-д'Ор виробляють між 15 серпня і 15 березня, а в магазинах продають з 10 вересня по 10 травня. Швейцарський сир роблять, як правило, з пастеризованого молока, а французький з непастеризованого.
Для виробництва одного фунта сиру необхідно 7 літрів молока. В молоко додають сичужну закваску, зливають сироватку, після чого сирну масу злегка пресують, надають форму і обмотують ялиновою корою, яка не тільки зберігає сиру форму, але й надає йому тонкий і приємний аромат. Сир дозріває у підвалі при температурі 15 °С, де його періодично повертають і протирають розсолом.

## Відмінності між французьким і швейцарським сиром
| Франція                           | Швейцарія                             |                                             |
| Назва                             | Мон-д'Ор або Вашрен-дю-О-Ду           | Вашрен-Мон-д'Ор                             |
| Молоко                            | сире                                  | пастеризоване                               |
| Колір м'якоті                     | білий відтінок слонової кістки        | жовтий відтінок слонової кістки             |
| Колір шкірочки                    | від жовтого до світло-коричневого     | від бурштинового до червонувато-коричневого |
| Порода корів                      | французькі montbéliarde або simmental | не вказано                                  |
| Висота виробництва молока та сиру | 700 м                                 | не вказано                                  |
| Період виробництва                | 15 серпня — 15 березня                | 15 серпня — 31 березня                      |
| Період продажу                    | 10 вересня— 10 травня                 | вересень — квітень                          |
| Дозрівання                        | не менше 21 дня                       | від 17 до 25 днів                           |
| Вага (включаючи коробку)          | 480 г — 3,2 кг                        | 260 г — 3 кг                                |

## Опис

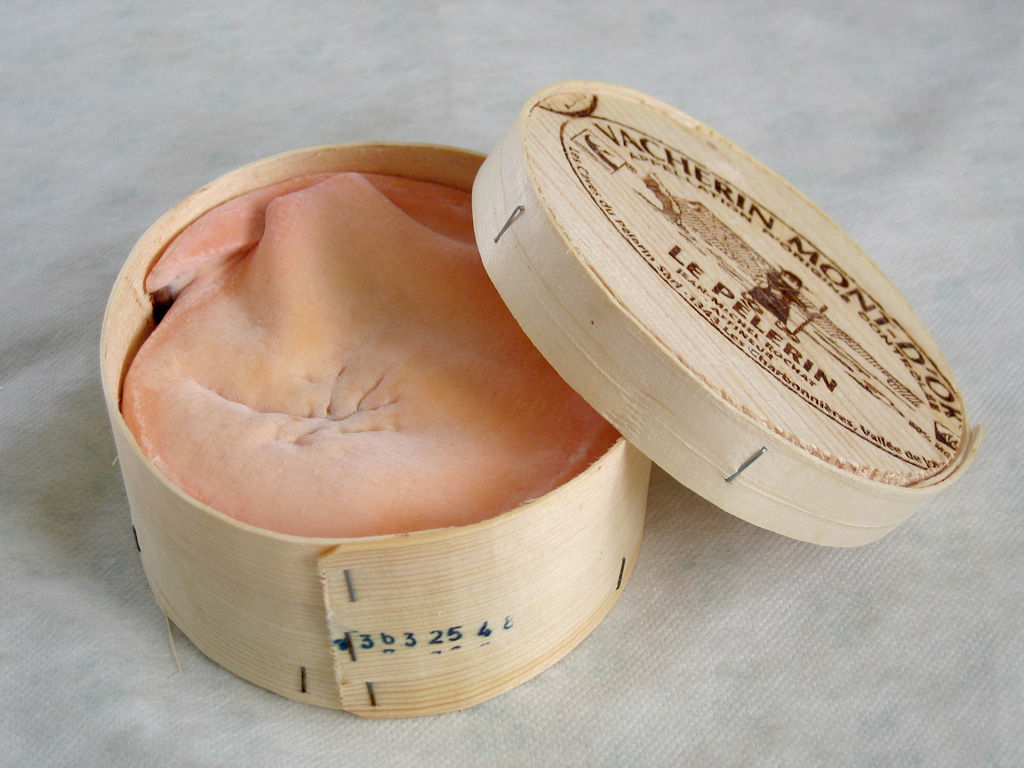
Швейцарський Вашрен-Мон-д'Ор

Мон-д'Ор продається у круглих коробках різного діаметра, що зроблені із ялинки, в котрих він продовжує дозрівати. Голівка сиру має плоску круглу форму, перетянута обручем із ялинкової кори і буває двох типів: маленька — діаметром 12—15 см, висотою 4—5 см і вагою 0,5—1 кг, велика — діаметром до 30 см і вагою 1,8—3 кг. Голівка покрита вологою скоринкою золотистого або червонуватого кольору, на якій відбиток тканини. Злегка кислувата м'якоть кольору слонової кістки дуже м'яка, майже текуча. Жирність — 45 %. У сиру приємний вершковий смак, віддає хвоєю і печерицями.
Мон-д'Ор подають із відвареною картоплею і намазують на білий хліб. Із нього також роблять фондю. Краще всього він поєднується із молодими червоним вином Beaujolais Nouveau і білим сухим Jurançon.